# Medalha do Mérito Desportivo Militar
A Medalha do Mérito Desportivo Militar  foi criada pelo Decreto nº 5.958, de 7 de novembro de 2006.
É uma condecoração criada para premiar militares brasileiros que se destacaram em competições desportivas nacionais e internacionais, assim como militares e civis brasileiros ou estrangeiros que prestaram relevantes serviços ao desporto militar do Brasil.

## Condecorados
- Santos Futebol Clube: 2016 - Reconhecimento aos serviços prestados ao Desporto do Brasil
- Capitão Lislaine Link: 2014 - Campeonato Mundial de Orientação
- 1S Wilma Barbosa de Souza: 2013 - Medalhista Jogos Mundiais Militares Rio 2011
- Leandro Guilheiro: 2012 -
- Confederação Brasileira de Judô: 2012 -
- Clube de Regatas Vasco da Gama: 2016 - Primeiro campeão Sul-Americano de clubes, em 1948.[2]
- 1S Karla Renata Cavalcanti de Santana : 2012 - Campeã Mundial de Futebol Feminino Militar nos USA
- 1TEN Leonardo Mataruna: 2011
- Associação Chapecoense de Futebol: 2016
- Club Atlético Nacional: 2017 [3]